# Ламли (замок)
Ламли (англ. Lumley Castle) — замок в графстве Дарем, расположен около города Честер-ле-Стрит.
История замка начинается с 1389 года, когда 1-й барон Ламли на территории своей усадьбы построил замок. Через десять лет барон примкнул к Крещенскому заговору против Генриха IV, но был схвачен, после казнён, а его титул был конфискован. Однако, замок сохранил своё название.
В 1400 году замок и земли отданы графу Сомерсету, за исключением небольшого надела, оставленного вдове казнённого. В 1421 году право собственности на замок перешло к внуку барона Ральфа Ламли, Томасу.
В 1603 году король Яков I по пути из Эдинбурга останавливался в этом замке.
К XIX веку замок стал резиденцией епископа Дарема после того, как епископ Ван Мильдерт передал свою резиденцию в Даремском замке недавно основанному Даремскому университету. В 1960-х годах замок был продан для финансирования строительства общежития в центре Дарема, чтобы все студенты могли жить в одном месте.
С 1976 года в замке располагается отель, принадлежащий графу Скарбро. Рядом располагается поле для крикета, и с 1995 года приезжающие команды традиционно останавливаются здесь.
Замок Ламли — памятник архитектуры I класса.

## Галерея

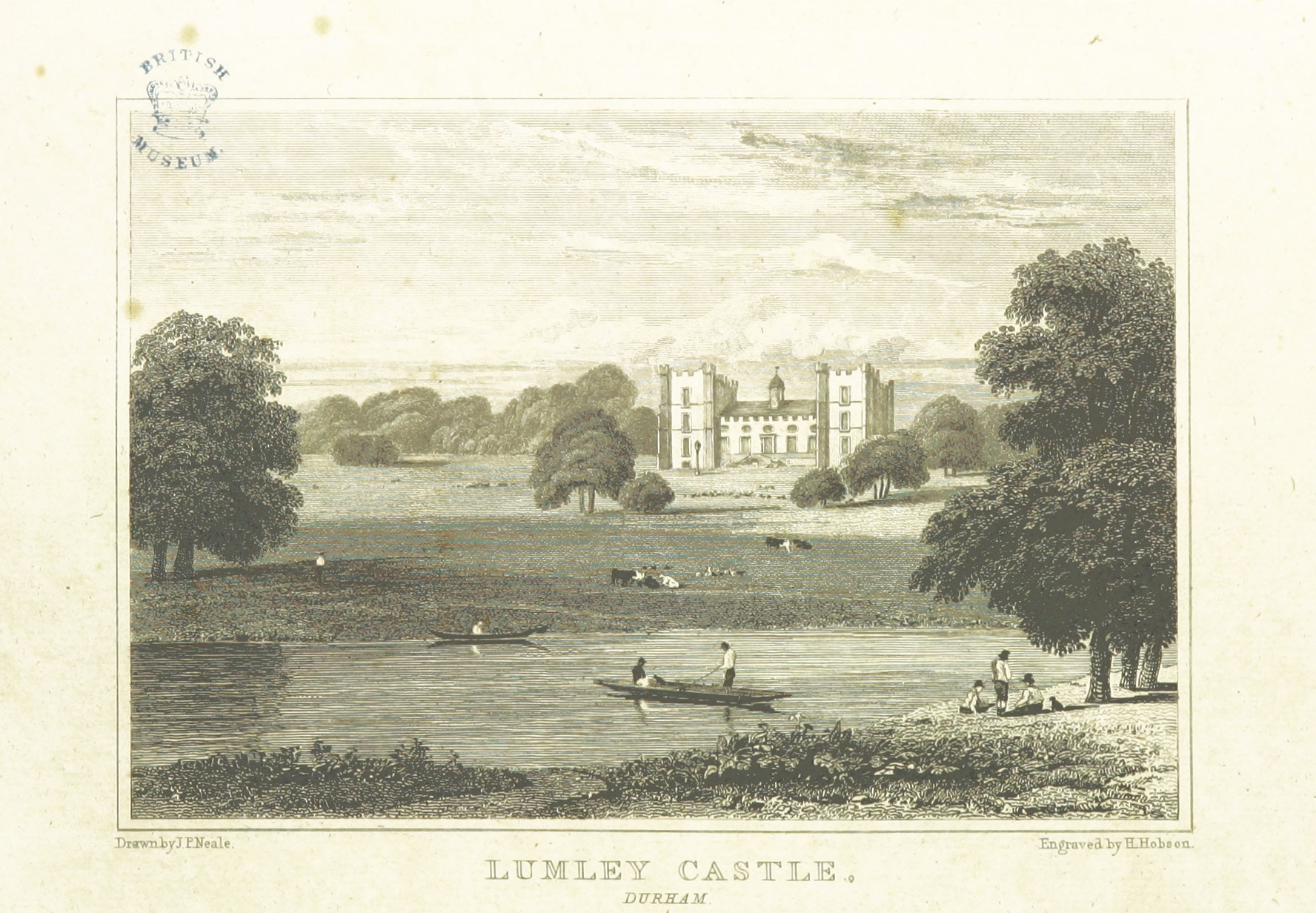
Рисунок 1818 года
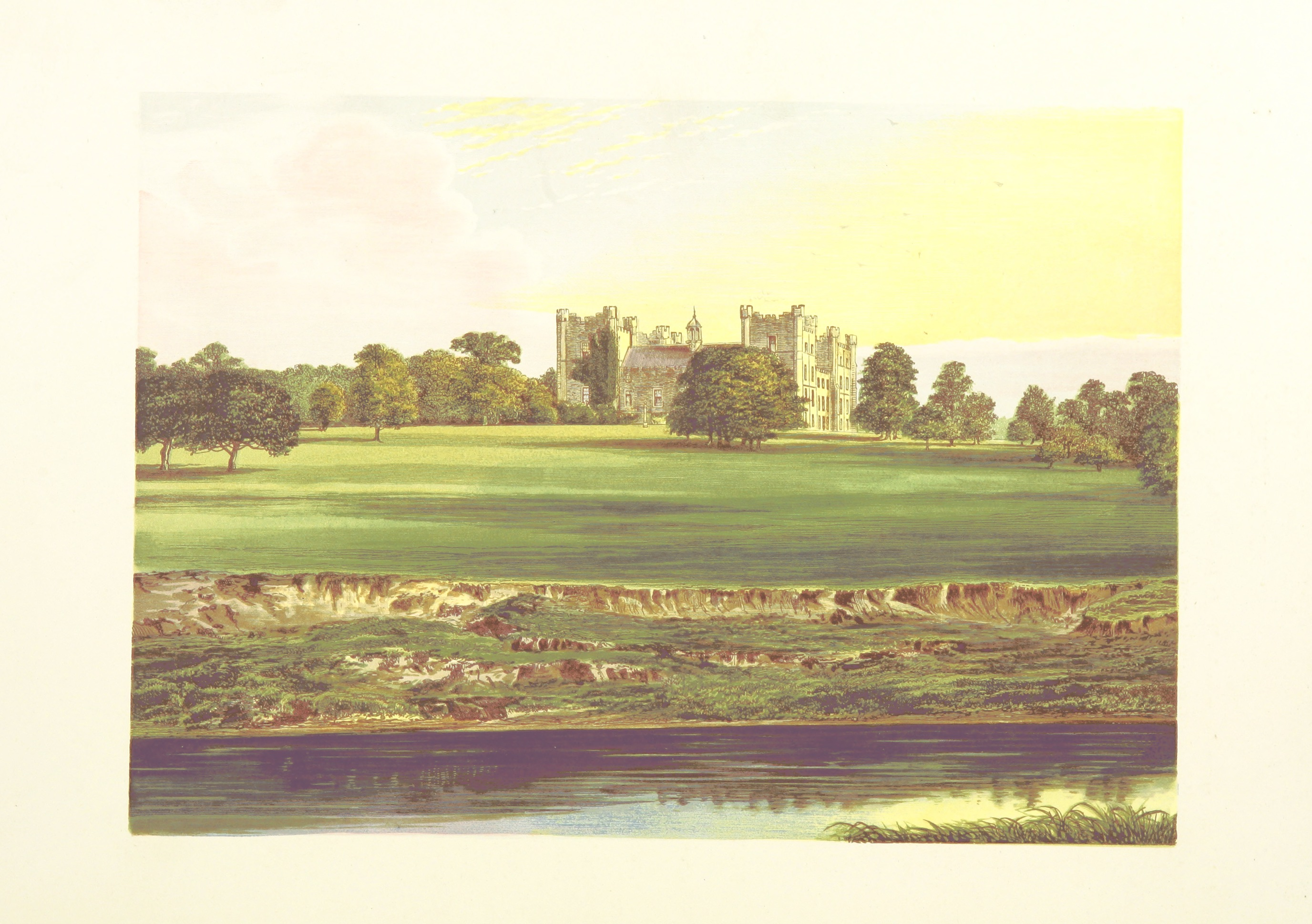
Картина 1879 года
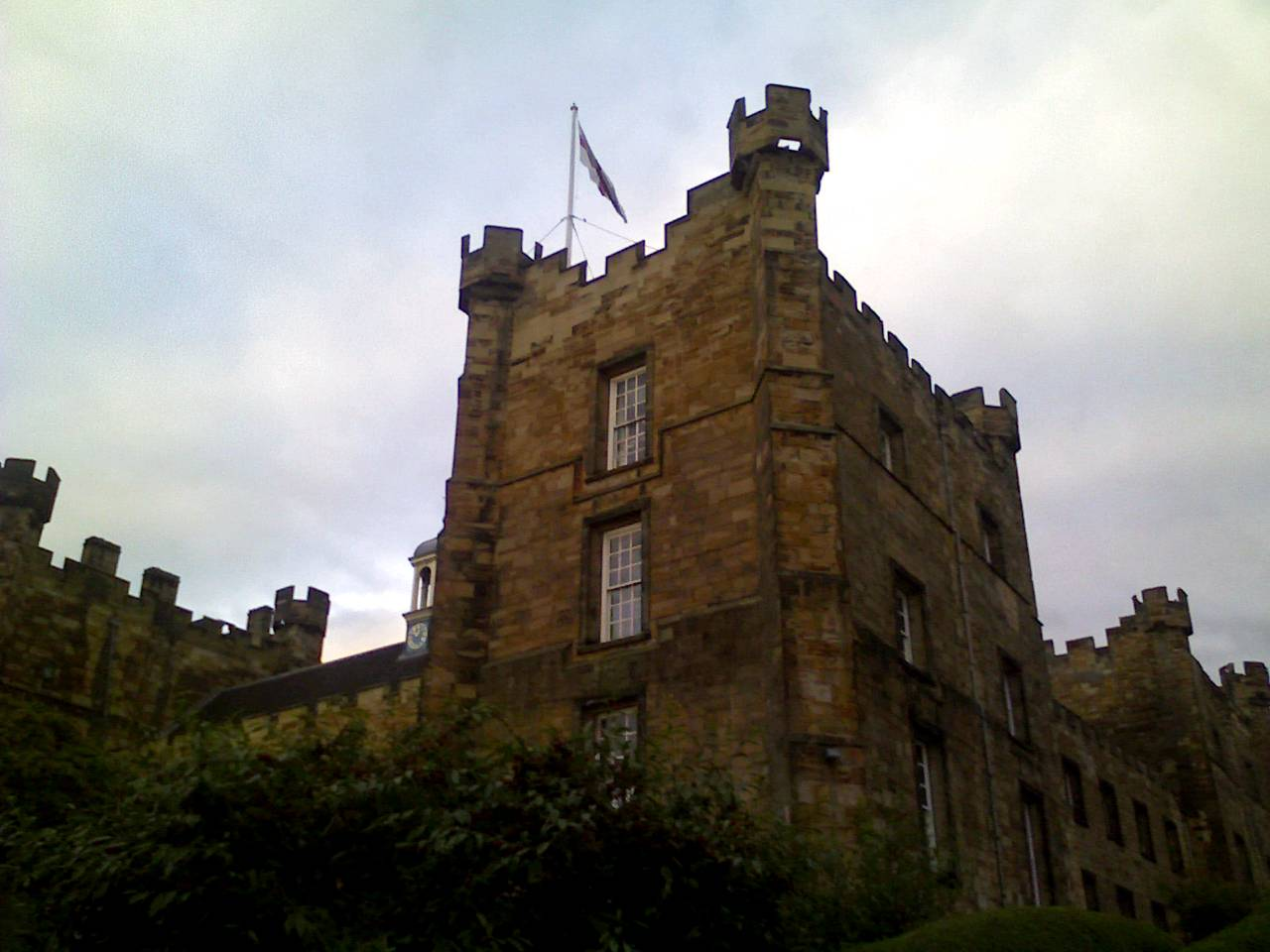
Башня замка
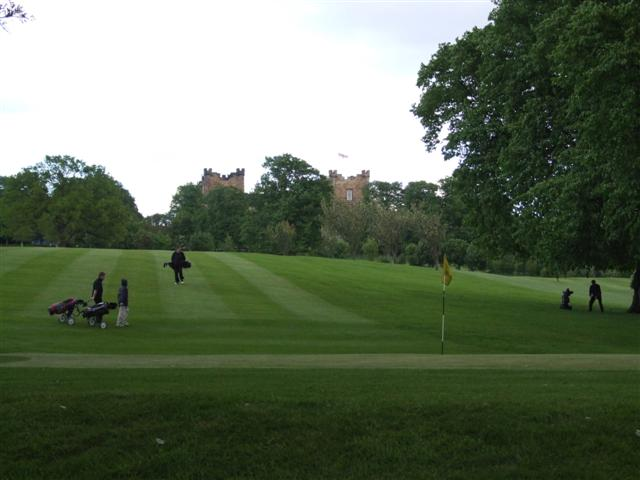
Гольф-клуб около замка